# Castel Barco
Castel Barco ist eine Burgruine in der italienischen Gemeinde Pomarolo im Trentino. Die ehemalige Höhenburg war die Stammburg des Adelsgeschlechts der Castelbarco.

## Lage
Die Ruinen der Burg liegen im oberen Vallagarina auf der orographisch rechten Talseite der Etsch etwa 4 km nordnordöstlich von Rovereto. Sie wurde auf einem kleinen Bergrücken an den östlichen Ausläufern des Monte Corona-Zimana oberhalb der kleinen Ortschaft Chiusole – einer Fraktion von Pomarolo – auf einer Höhe von 461 m s.l.m. errichtet. Sie lag oberhalb eines Engpasses, da das Tal hier durch eine Flussschleife der Etsch weitgehend unpassierbar war. Die Erhebung von Wegzoll war eine der Grundeinahmen der Burgherren und sollte mit zum Reichtum der Castelbarco beitragen.

## Geschichte
Die Burg wurde erstmals 1171 erwähnt. Sie war vermutlich von einem gewissen Briano und Tisolino de Bunixolo im 12. Jahrhundert errichtet worden. Ein Briano, oder auch Abriano, taucht in Dokumenten zum ersten Mal 1155 noch ohne den Namenszusatz Castelbarco auf. Einer Legende nach sollen die Vorfahren des Geschlechts von Lothar III. mit der Kontrolle der Engstelle im Lagertal betraut worden sein, an der die Stammburg Castel Barco später entstand.
Die Burg war ohne Erlaubnis des Bischofs von Trient erbaut worden. Mit Letzterem stand der Ghibelline Aldrighetto I. von Castelbarco im ständigen Konflikt, so dass er 1172 nicht davor zurückschreckte, Bischof Adalbert II. zu ermorden. Ob der Bischof zuvor die Burg des Castelbarco belagern ließ, wie der Chronist Bartholomaeus Tridentinus berichtet, ist nicht weiter belegt.
Erst mit der formalen Übergabe von Castel Barco durch seinen Sohn Briano I. von Castelbarco an Bischof Konrad II. von Beseno 1198 konnte der Disput beigelegt werden. Der Bischof sicherte sich seinerseits das Wohlwollen des Castelbarco, indem er ihn mit der Investitur über Castel Barco belohnte. In der Folge blieb die Burg im Besitz der Familie, wobei sie zunächst anteilsmäßig unter allen Linien der Castelbarco gleichmäßig aufgeteilt wurde. Der letzte Bunixolo oder Bunisolo, mit denen die Castelbarco die Burg zunächst teilten, ist 1220 letztmals erwähnt. Erst in der Mitte des 14. Jahrhunderts erhielt Guglielmo III. von Castelbarco von Fürstbischof Meinhard von Neuhaus die alleinige Investitur über die Burg.
Mitte des 15. Jahrhunderts wurde Castel Barco im Zuge der Expansion der Republik Venedig auf der Terraferma von venezianischen Truppen besetzt. Die Burg diente Venedig vor allem zur Kontrolle der auf der gegenüberliegenden Talseite gelegenen bischöflichen Burgen Beseno und Pietra. Nach einem vom Dogen Francesco Foscari 1442 unterzeichneten Übergabedokument erfolgte die Übergabe ohne Blutvergießen, weshalb die umliegenden Dörfer vor Übergriffen der venezianischen Truppen verschont blieben. Venedig ließ Castel Barco modernisieren, so dass die Burg nun auch Feuerwaffen standhalten konnte. Rechtlich blieb Castel Barco auch nach der venezianischen Besetzung ein bischöfliches Lehen, mit dem Bischöfe die Castelbarco belehnten. Belegt sind die Investituren durch Bischof Alexander von Masowien im Jahr 1440 sowie 1447 durch Bischof Georg II. Haak von Themeswald.
Im Zuge des von Maximilian I. im Dezember 1507 angezettelten Feldzuges gegen Venedig stießen im März 1508 kaiserliche Truppen im Lagertal vor. Am 2. März 1508 erreichten die Truppen des Kaisers Castel Barco. Etwa 50 Ritter und 600 Landsknechte umzingelten die Burg. Nach zweitägiger Belagerung, bei der nach Francesco Guicciardini die Burg von der kaiserlichen Artillerie beschossen wurde, fiel sie in die Hände der Kaiserlichen. Letztere brandschatzten und zerstörten sie weitgehend. Im Herbst 1508 vergab Maximilian I. die Burgruine von Castel Barco als Lehen an den Familienzweig der Castelbarco-Gresta, die sie allerdings nicht mehr aufbauten. In der Folge wurden die Ruinen als Baumaterial genutzt.

## Beschreibung
Die Burgruine liegt auf einem Felsvorsprung und bedeckt eine Fläche von etwa 5000 m². Das ehemalige Burgareal ist vollkommen mit Niederwald bedeckt. Schutt und die dichte Vegetation verhindern, sich ein Gesamtbild von der ehemaligen aus Bruchstein errichteten Anlage machen zu können. Von der äußeren und inneren Burgmauer sind nur Bruchstücke erhalten, anhand derer der genaue Umriss der Anlage mit dem bloßen Auge nicht auszumachen ist. Schwer erkenntlich sind auch die Reste des halb verschütteten Burggrabens, der an der Westseite noch am besten auszumachen ist. Im Zentrum der Burg befindet sich der etwas mehr als 7 m hohe Stumpf des Bergfriedes, der in Richtung Norden zu einem Sporn zusammenlief. Unterhalb des Bergfriedes liegt an der Ostseite eine Zisterne, die nachträglich mit einer seitlichen Öffnung versehen wurde und dann anderen Zwecken diente. An die Westseite des Bergfriedes grenzt ein etwa 10 m langes und bis zu 1,90 m starkes Mauerstück, das an die innere Burgmauer anschließt und mit einem gemauerten Durchgang versehen ist. In diesem Bereich sind unter Humus und Vegetation noch Mauerspuren zu erkennen, die womöglich die Grundmauern von kleineren Gebäuden waren, die im Innenhof der Burg lagen.

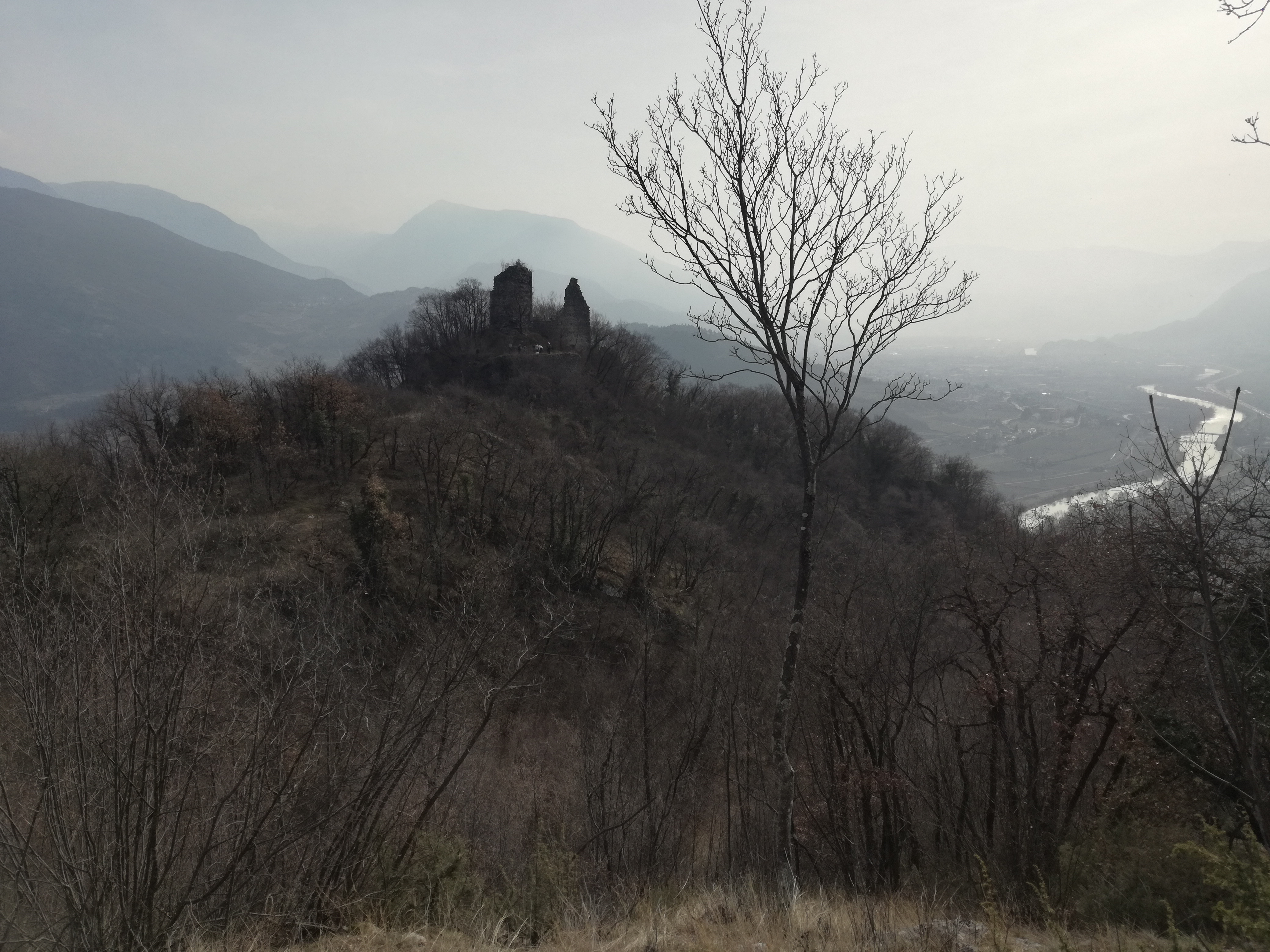
Castel Barco mit Blick in Richtung Süden auf das Vallagarina
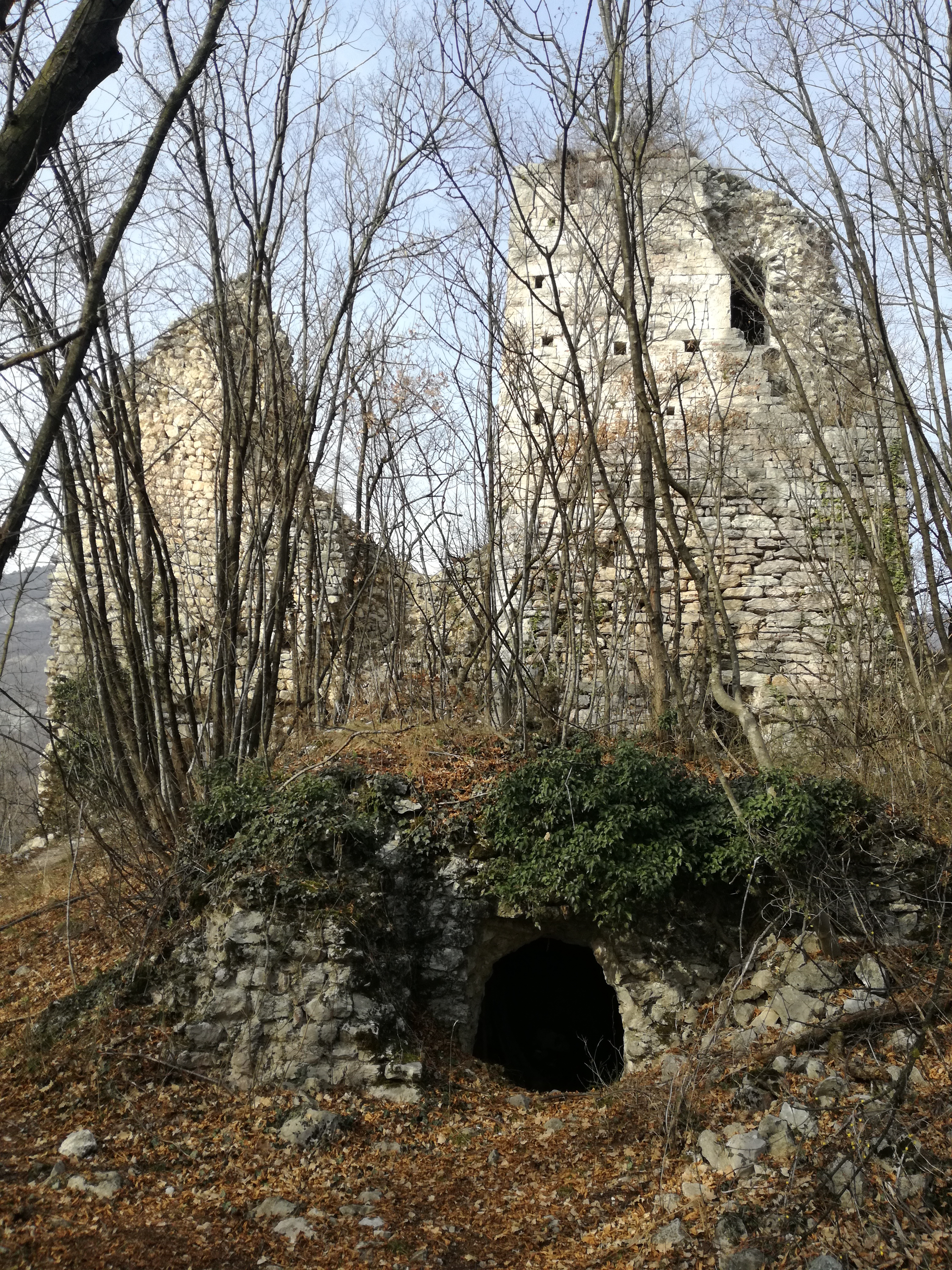
Bergfried und darunter liegende Zisterne
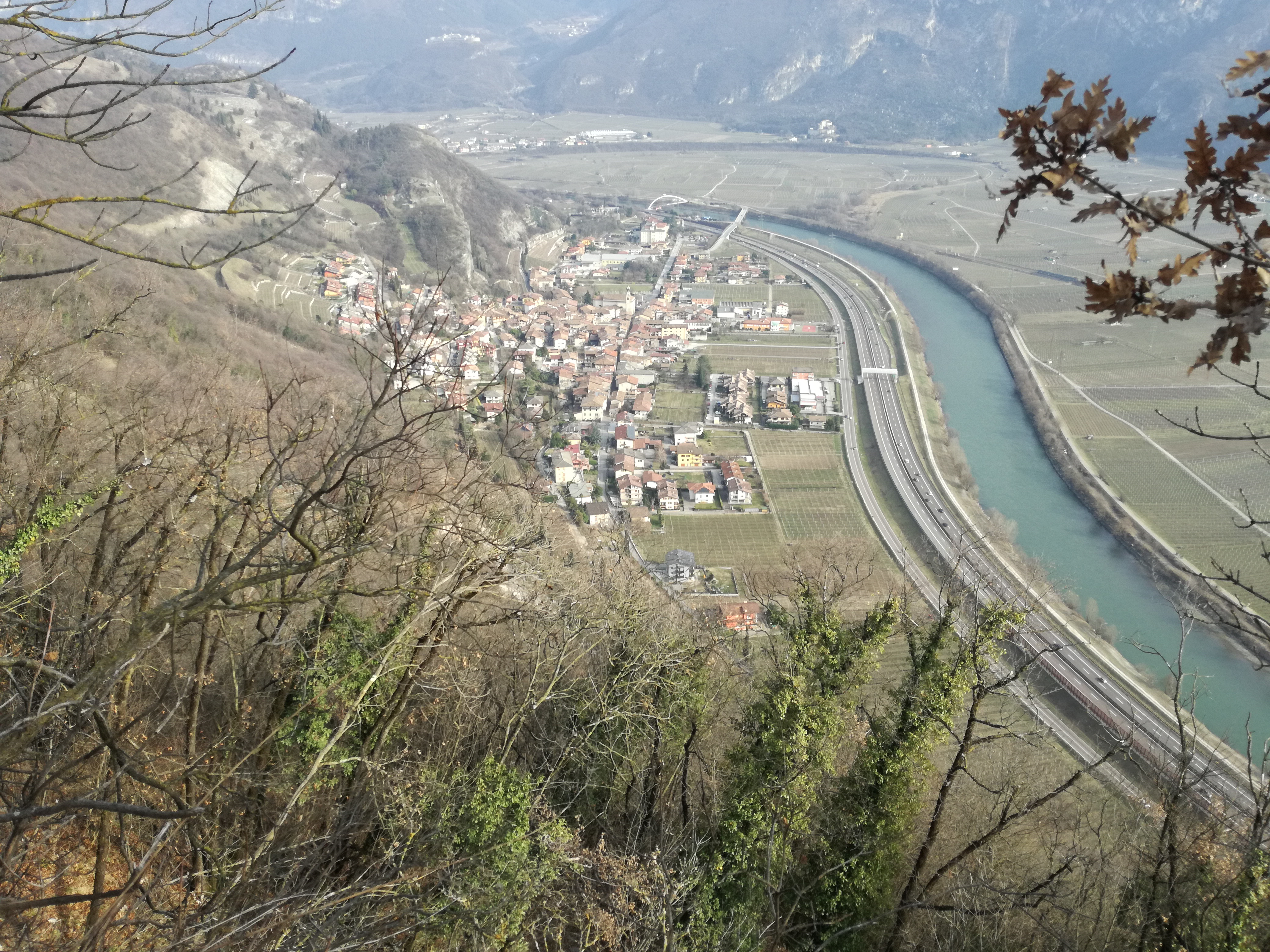
Ausblick nach Norden auf Nomi, die Brennerautobahn und die Etsch
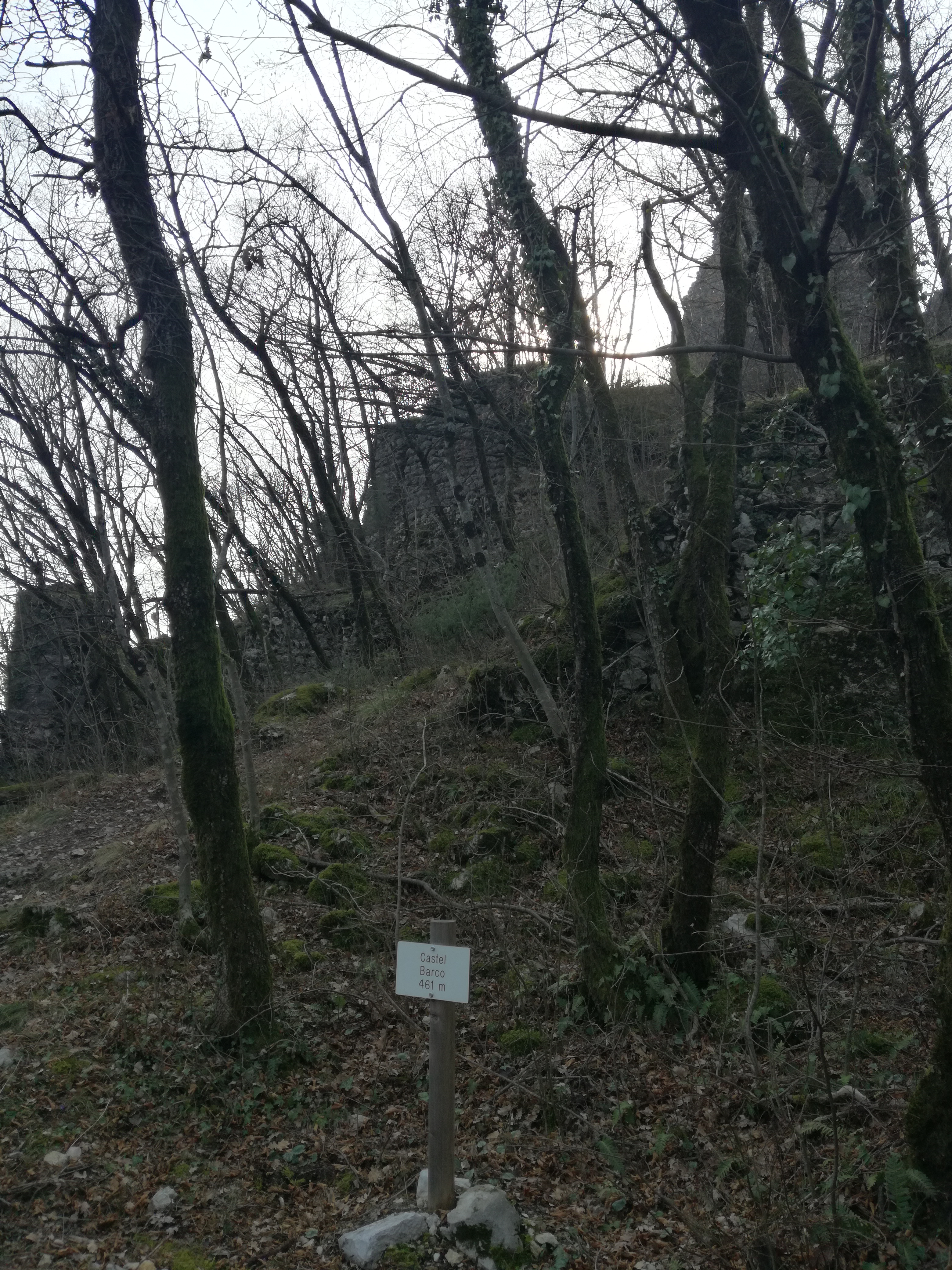
Nordseite mit Zugangsweg